# 태풍 산산 (2024년)
2024년 태풍 산산(Typhoon Shanshan)은 2024년 8월 류큐 열도를 통과하는 강력한 열대성 저기압이다. 2024년 태풍 중 이름 붙여진 10번째 열대폭풍이자 4번째 태풍이다. 태풍 산산은 8월 20일 마리아나 제도 인근 처음 관측되어 깊은 대류를 만들어내기 시작했다. 다음 날 일본 기상청(JMA)이 열대폭풍으로 격상하여 "산산"이라고 명명했다. 다음 날 새벽 미국 합동태풍경보센터(JTWC)와 일본 기상청은 산산을 약한 태풍으로 분류했다. 이후 산산이 서북서쪽으로 방향을 틀어 일본 기카이섬 인근에서 사피어-심프슨 허리케인 등급 4단계 강도에 도달했다. 태풍이 류큐 열도를 통과하면서 약화되고 차가워지며 세력이 축소되었다. 이후 두 개의 중급 아열대 고압대 사이에서 북쪽으로 방향을 틀어 8월 29일 오전 8시경 일본 가고시마현 사쓰마센다이시에 상륙했다. 이 와중 산산의 대류는 6시간 동안 중위도 저기압과의 상호작용으로 다시 바다 위로 이동해 세력이 약간 증가했다. 이후 동쪽으로 이동하며 세토 내해를 지난 후 8월 30일 다시 시코쿠 최북단에 상륙했다. 산산의 대류가 다시 개방된 수역 위로 이동하고 중위도 저기압과의 상호작용으로 남동쪽으로 이동하며 대류가 약간 강화되었다가 9월 1일 혼슈에 상륙하며 일본 내륙으로 이동하자 태풍이 소멸했다.
태풍 산산은 열대폭풍 마리아와 태풍 암필이 일본에 영향을 준 지 며칠 되지 않아 일본에 상륙했다. 산산이 상륙하기 앞서 일본 가고시마현 사쓰마정과 오스미정 지역 등 14개 시정촌에 폭풍경보가 발령되었다. 또한 일본 기상청은 28일 오전 7시에 "경험하지 못한 폭풍과 기록적인 폭우가 예상된다"며 가고시마현에 태풍 특별경보(폭풍, 해일, 파랑) 발령을 검토한다고 발표했다. 같은 날 오후 1시에 기상청은 아마미 지방을 제외한 가고시마현 전역에 태풍 특별경보를 발령했다. 규슈 지역에 태풍 특별경보가 내려진 건 2022년 태풍 난마돌 이후 처음이다. 태풍이 아마미오시마와 기카이섬을 스쳐지나가면서 기카이섬에 있는 기카이 공항에서는 최대풍속 160 km/h에 가까운 강풍이 관측되었다. 한편 산산의 영향으로 대한민국 제주도에도 폭우가 내렸다. 태풍 산산으로 8명이 사망하고 127명이 부상을 입었으며, 추산 1억 달러에 달하는 경제적 피해가 발생했다.
산산이라는 이름은 홍콩에서 제출한 이름으로 소녀의 애칭이다.

## 역사

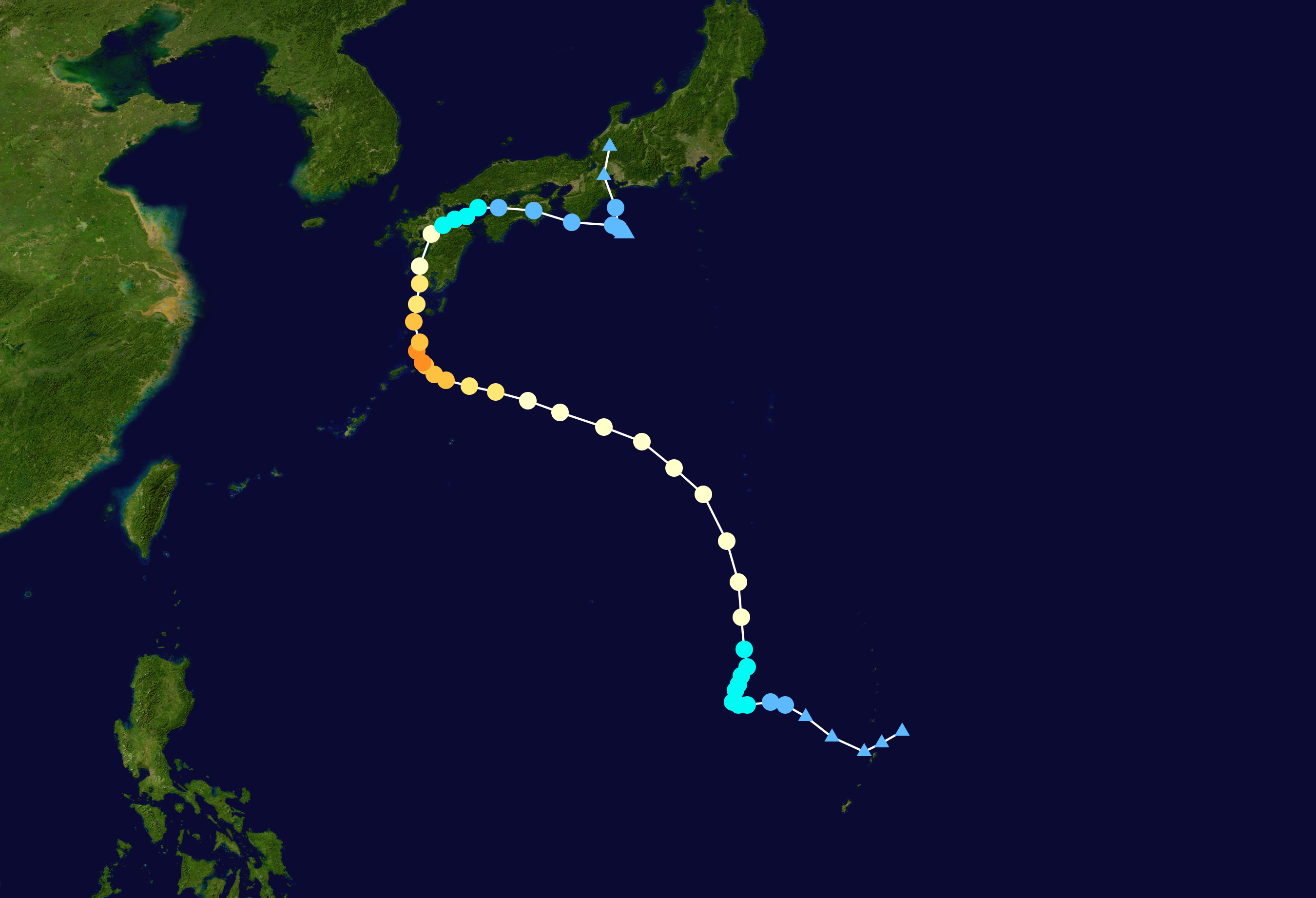
태풍 산산의 이동 경로

태풍 산산은 일본 기상청이 8월 20일 마리아나 제도 부근에서 저기압이 형성되었다고 발표하면서 시작되었다. 8월 21일 자정 일본 기상청과 미국 합동태풍경보센터는 열대저압부로 격상시켰고, 이 깊은 대류가 중심 밀집 운집구(CDO)로 통합되기 시작하며 이 열대저압부를 11W란 이름으로 붙였다. 직후 적은 수직급변풍, 온난한 해수 온도, 높은 바다 열함량으로 일본 기상청은 열대폭풍으로 강화되며 산산이라는 이름이 붙여졌다.
하지만 산산 주변 바람은 매우 약해 거의 움직이지 않았다. 8월 22일 12시경(UTC), 일본 기상청은 인공위성 사진을 바탕으로 열대성 저기압의 강도를 파악하는 방법인 드보락법을 사용해 강한 열대폭풍으로 격상했다. 8월 23일의 위성 사진에는 울퉁불퉁한 태풍의 눈 같은 구조가 나타났으며 다음 날 새벽에는 일본 기상청과 JTWC 모두 소형 태풍으로 격상했다. 산산은 열대 상부 대류권 기압골(TUTT) 구조 서북서쪽 가장자리쪽 극 방향으로 빠져나오기 시작해 상부 소용돌이와의 상호작용으로 북쪽으로 방향을 틀었다. 크기는 중간이었으나 산산은 위성사진 상 저층 순환 중심부가 깊은 대류로 가려진 뚜렷한 점같은 눈을 빠르게 조직하고 발달했다. 하지만 중간 강도의 윈드시어로 산산은 부분적으로만 조직되고 태풍 내부 구조가 일부 노출되었다. 그럼에도 8월 26일 산산은 권운에 가려진 소형 눈이 만들어진 채 깊은 대류가 급격하게 강해지기 시작했다.
이후 산산은 중간 수준의 아열대 고압대 서남쪽 주변부를 따라 서북서 방향으로 향했다. 이 당시 태풍은 직경 20.4 km의 투명한 눈을 가진 대칭구조를 보였고 나중엔 구름으로 가득 찬 대칭적인 깊은 대류로 둘러싸였다. 산산은 눈벽 대체 과정을 거치며 내부 눈벽이 뚜렷하게 보이는 외부 눈벽에 둘러싸이며 약화되었다. 8월 27일 눈벽 대체 과정을 끝낸 산산은 급격히 강화되기 시작해 직경 45~56 km의 대칭적인 눈을 보인채 영하 70도의 차가운 구름벽에 둘러싸인 채 기카이섬 부근에서 정지했다. 일본 기상청은 산산이 UTC 15시경에 최고 세력에 도달해 10분지속풍속 175 km/h, 최저기압 935 hPa으로 기록되었고 1분지속풍속은 215 km/h로 사피어-심프슨 허리케인 등급 4단계에 해당하는 강한 태풍이 되었다고 보고했다. 최대 세력에 도달한 후 8월 28일 태풍의 구조가 붕괴되며 더 차가워지고 눈이 흐릿해기 시작했으며 이는 오스미 제도를 통과하며 관측한 구름벽의 온난화 현상과도 일치했다.
이후 두 개의 중급 아열대 고압대 사이에서 북쪽으로 방향을 틀어 8월 29일 오전 8시경 일본 가고시마현 사쓰마센다이시에 상륙했다. 산산은 수십년 만에 일본을 강타한 가장 강한 태풍이자 1960년 이후 일본 본토에 상륙한 태풍 중 가장 강력한 태풍으로 기록되었다. 상륙 후 위성 이미지와 레이더 분석에 따르면 태풍의 상층과 태풍역이 빠르게 침식하고 붕괴되었다. 거친 지형과의 상호작용으로 산산은 소형 열대폭풍으로 약화되었다. 이후 아열대 고기압의 북쪽 끄트머리를 따라 동쪽으로 향했고 빠르게 세토 내해를 건너 8월 30일 시코쿠 북단에 상륙했다. 이 무렵에는 대류가 줄어들고 저층 태풍의 중심이 무너졌다. 하지만 6시간 후 산산의 대류가 다시 개방된 수역 위로 이동하고 중위도 저기압과의 상호작용으로 남동쪽으로 이동하며 대류가 약간 강화되었다. 8월 31일 오전 9시(UTC)경 JTWC는 층적운에 둘러싸인 노출된 대류 중심으로 태풍이 붕괴되면서 태풍이 최종 소멸했다고 발표했다. 9월 1일 산산은 25 km/h의 바람과 반원 동쪽이 잘 정리된 순환을 가진 약한 열대저압부로 다시 세력이 강화되어 JTWC는 중위도 아열대 고압대 북서쪽 가장자리를 따라 극 쪽으로 이동한다며 태풍 경보를 다시 발령했다. 하지만 JTWC는 산산이 일본 내륙으로 이동하면서 태풍 경보를 중단했다. 일본 기상청도 열대저압부를 계속 추적하다 UTC 18시에 태풍 소멸을 발표하며 추적을 중단했다.
2024년 12월 3일에 발표된 일본 기상청의 2024년 제10호 태풍 산산(SHANSHAN)의 사후해석에서 열대저압부로 약화된 시각이 8월 30일 21시로 앞당겨졌다.

## 대비

### 일본

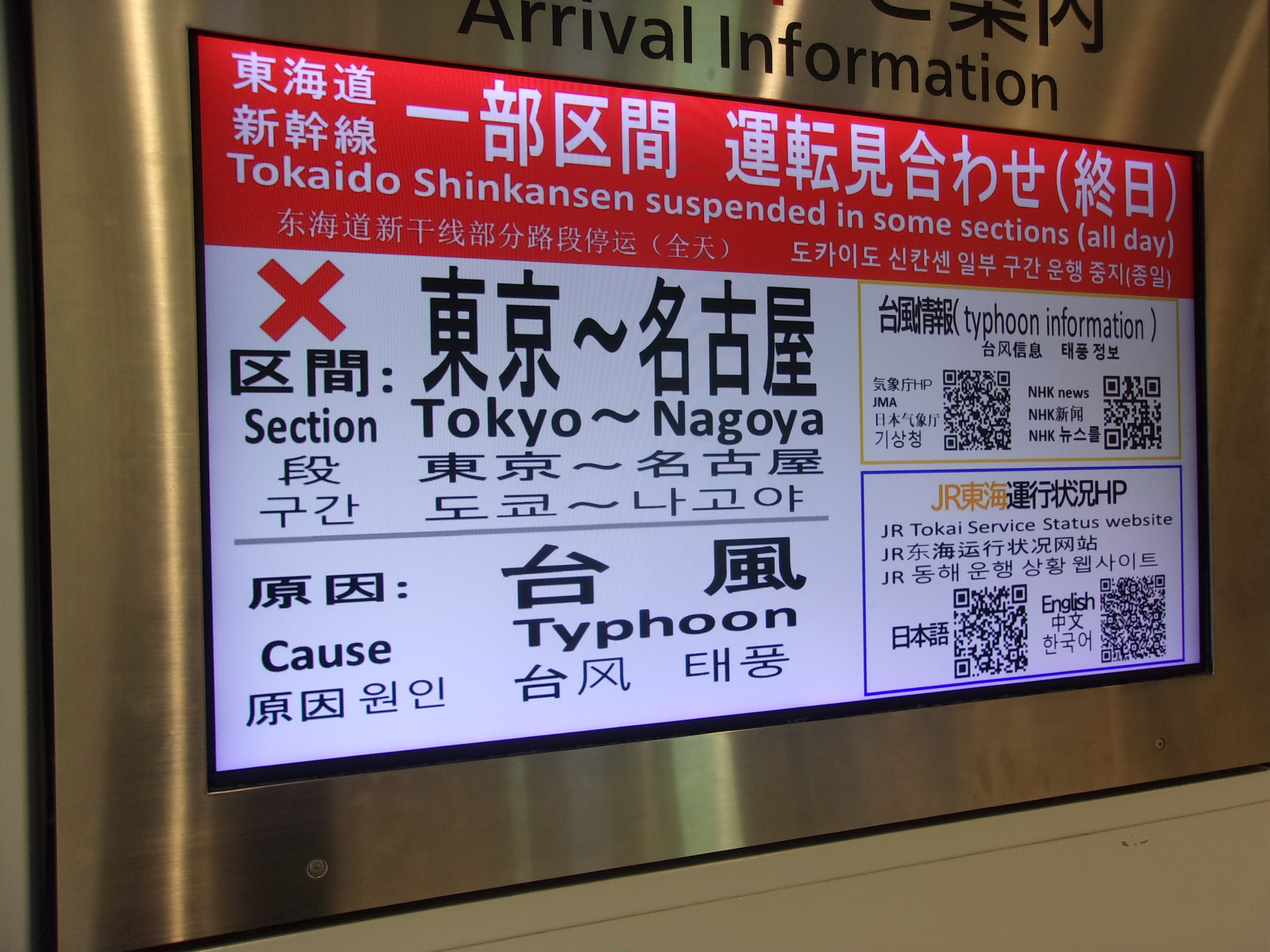
태풍으로 인한 도카이도 신칸센의 운휴 안내

산산 내습에 앞서 가고시마현의 사쓰마군과 오스미정 지역 14개 시정촌에 폭풍경보가 발령되었다. 일본 기상청은 8월 28일 오후 1시부로 가고시마현에 특별경보를 발령했다.이는 2022년 태풍 난마돌 이후 가고시마현에 발령된 최초의 특별경보이다. 아마미 제도를 제외한 가고시마현 전역에 특별 폭풍경보와 특별 만조경보도 발령되었다. 미시마촌의 주민 369명에게는 최고 수준의 경고인 레벨 5 비상경보가 발표되어 즉시 대피령을 내렸다. 가고시마현과 미야자키현 일부 지역에는 레벨 4 대피령이 발표되었다.
미야자키현의 996,299명, 가고시마현의 982,273명에게 대피 명령이 내려졌다. 아이치현과 시즈오카현 일부 지역에서도 레벨4 피난경보가 발표되었으며 시즈오카현에서는 342,666명이 피난 명령을 받았다. 산사태 위협으로 기상청은 가고시마현, 미야자키현, 시즈오카현에 산사태 및 낙석 경보를 발령했다. 도카이도 신칸센은 도쿄역~신오사카역 구간 중 하마마쓰역~도요하시역 사이 운행 규정 한도를 넘는 강수량으로 운행을 중단했다. 큐슈신칸센은 전 노선이 8월 29일 영업을 중단했다. 일본항공은 8월 28일부터 30일까지 운행하는 국내선 402개편과 국제선 10개편을 운휴했다. 전일본공수는 같은 시기 운행하는 국내선 210개편을 운휴했다. 항공기 고객 18,400명이 운행 취소의 영향을 받았다. 또한 일부 지역에서 고속도로와 유료 요금소가 일시 폐쇄되었다가 운행을 재개했다. 이 때문에 통근자들이 태풍의 영향을 받았다.
일본우정공사는 규슈 지방의 우편 및 택배 서비스를 중단했다. 후쿠오카현, 가고시마현, 야마구치현에서는 휴교령이 내려졌다. SUPER GT는 2024년 F4 일본 선수권 2차 스즈카 라운드를 12월 7~8일로 연기하겠다고 발표했다. 또한 태풍 내습 기간 여러 공장도 휴업을 발표해 토요타 자동차는 14개 공장을 폐쇄했고 닛산 자동차는 규슈 내 공장을 폐쇄했으며 혼다는 구마모토현에 있는 시설을 폐쇄했고, 마쓰다는 히로시마시와 호후시의 공장을 폐쇄하겠다고 발표했다. 가고시마시와 아이라시의 여러 백화점과 상업 시설도 문을 닫았다. 규슈 전역의 슈퍼마켓도 조기 폐점했다. 총체적으로 일본 12개 현에서 5,210,258명이 대피 명령을 받았다.

### 기타 국가
8월 27일, 중국 저우산시 정부는 어선 340척을 밤 10시까지 태풍을 피해 동경 125도 30분 서쪽 해상으로 철수하라고 명령했고, 태풍 영향 예상 지역에 대한 선박 대피령을 내렸다.
대한민국은 8월 30일 기준 태풍 산산의 내습에 대비해 3개 항로 5척을 결항시켰고, 3개 공원 76개 구간을 통제했다. 또한 제주도 지방에 강풍과 호우주의보가 발령되었다.

## 영향과 피해

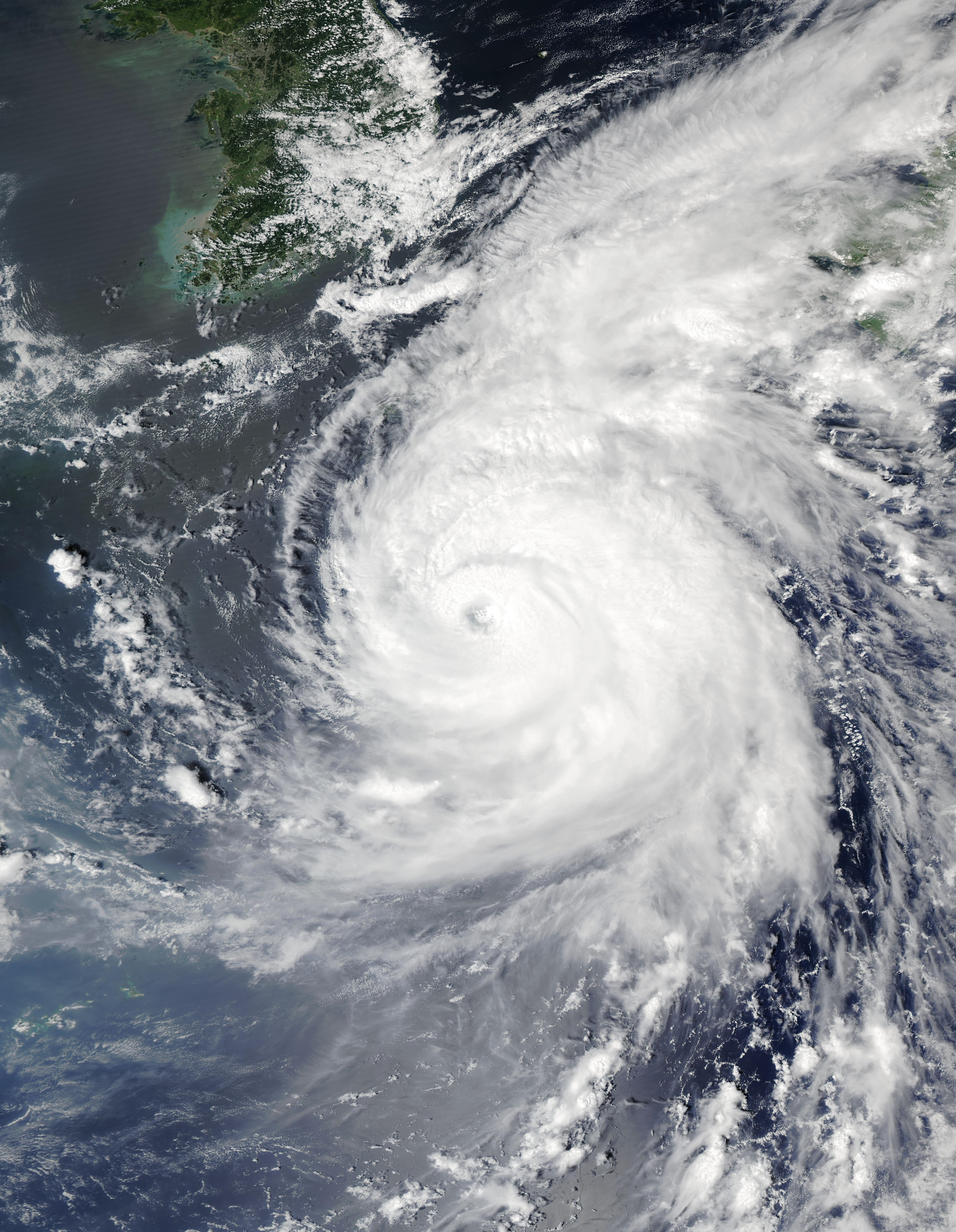
8월 28일 규슈 해안에 상륙한 태풍 산산의 위성 사진

### 일본
일본에서는 태풍 산산의 영향으로 아이치현에서 3명, 도쿠시마현에서 1명, 후쿠오카현에서 2명, 사가현에서 1명 총 7명이 사망했으며, 후쿠오카현에서 24명, 가고시마현에서 30명, 미야자키현에서 39명 등 총 135명이 부상을 입었다. 태풍이 아마미오시마와 기카이섬을 사피어-심프슨 허리케인 등급 4단계 강도로 스쳐지나가면서 기카이섬에 있는 기카이 공항에서는 최대풍속 160 km/h에 가까운 강풍이 관측되었다. 이는 8월 한달간 기카이섬에서 관측된 가장 큰 풍속이다. 아마미시에선 오토바이를 타던 중 강풍에 쓰러져 1명이 부상을 입었다.. 산산이 규슈 해안으로 이동하면서 가고시마현 마쿠라자키시에서 137 km/h의 돌풍이 기록되었다. 태풍이 느리게 움직여 가고시마현, 미야자키현, 오이타현에 선형강수대가 발달해 이 지역에 장기간 집중호우가 발생했다. 가고시마현에서는 총 39명이 부상을 입었는데 이 중 4명이 중상을 입었고 1명이 실종되었으며 현 내 건물 40채가 파손되었다. 미야자키현에서는 강풍으로 39명이 부상을 입었고 주택 17채가 반파되었으며 특히 미야자키시에서는 160건 이상의 태풍 피해가 보고되었다. 미야자키시의 의류 매장 금속제 간판이 차량 위로 떨어지는 사고가 발생했으나 부상자는 없었다.
오이타현에서는 폭우로 유후시의 미야카와강이 범람해 레벨5 긴급경보가 발령되어 2,311명이 긴급 대피했다. 후쿠오카현에서는 2명이 사망하고 22명이 부상을 입었으며 주택 1채가 완전 붕괴되었고 9개 구조물이 파손되었다. 사가현에서는 1명이 사망하고 5명이 부상을 입었다. 나가사키현에서 9명, 구마모토현에서 6명, 오이타현에서 2명의 부상자가 발생했다. 규슈 내 26만가구가 넘는 주택이 태풍으로 정전되었다. 전체적으로 주택 피해의 경우 홋카이도에서 3채, 이와테현에서 27채, 시즈오카현에서 522채, 아이치현에서 21채, 가고시마현에서 40채, 미야자키현에서 880채, 오이타현에서 248채 등 총 922채의 침수 피해, 총 파손 피해는 1,888채가 발생했다. 또한 아이치현 가마고리시에서는 8월 26일에서 27일 사이에 기록적인 강우량을 기록했고 산사태가 크게 발생해 3명이 사망하고 2명이 부상을 입었다. 현 전역에서 21개 주택이 피해를 입었다.
시즈오카현에서는 산산으로 발생한 홍수로 522채 주택이, 가나가와현에서 72채 주택, 이와테현에서 27채 주택, 사이타마현과 돗토리현에서 각각 25채와 19채, 홋카이도에서 3채의 주택이 피해를 입었다. 미에현에서는 2명이 부상을 입었다. 도쿠시마현에서는 지붕이 무너져 1명이 사망했다.

### 대한민국
태풍 영향으로 대한민국 제주도에서는 강풍, 풍랑특보가 발효되었으며 28일 오후 6시까지 186.5 mm가 넘는 폭우가 내렸다. 8월 31일 기준 태풍 산산으로 인한 대한민국의 인명, 재산 피해는 없다.

## 같이 보기
- 2024년 태풍
- 태풍 노루 (2017년) - 비슷한 경로로 통과한 태풍